# Chiúre
Chiúre é uma vila moçambicana da província de Cabo Delgado, sede do distrito do mesmo nome. Desde maio de 2013 que é, administrativamente, um município.
A vila é atravessada pela Estrada Nacional nº 1, rodovia que a liga à vila de Namapa, ao sul, e à vila de Metoro, ao norte.